# 巴尔巴藏
巴尔巴藏（法語：Barbazan，法語發音：[baʁbazɑ̃]）是法国上加龙省的一个市镇，属于圣戈当区。

## 地理
巴尔巴藏（43°1'56"N, 0°37'23"E）面积6.05 平方千米，位于法国奧克西塔尼大區上加龙省，该省份为法国西南部内陆省份，西南端与西班牙接壤，自此顺时针与上比利牛斯省、热尔省、塔恩-加龙省、塔恩省、奥德省和阿列日省接壤。
与巴尔巴藏接壤的市镇（或旧市镇、城区）包括：锡耶德里维耶尔、卢尔巴鲁斯、拉布罗凯尔、吕斯康、科曼日地区索沃泰尔。

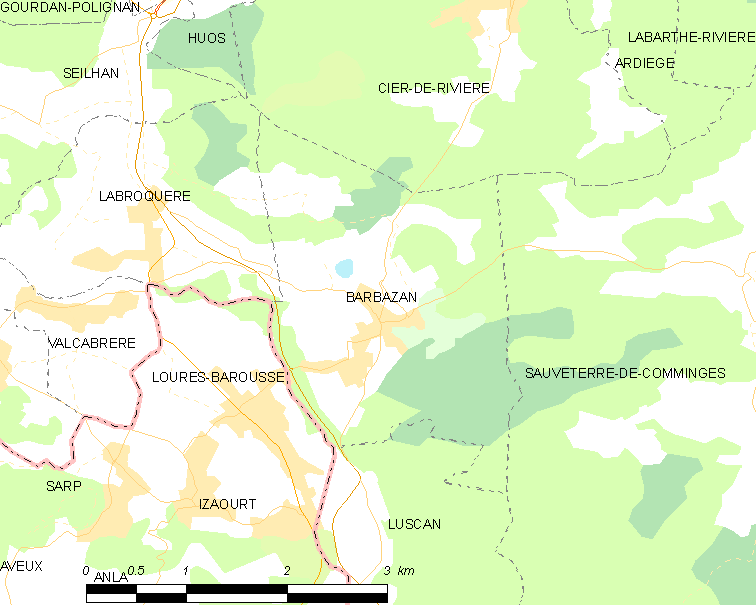
巴尔巴藏的OSM定位图

巴尔巴藏的时区为UTC+01:00、UTC+02:00（夏令时）。

## 行政
巴尔巴藏的邮政编码为31510，INSEE市镇编码为31045。

## 政治
巴尔巴藏所属的省级选区为巴涅尔德吕雄县。

## 人口

1962-2008年间巴尔巴藏人口变化图示

巴尔巴藏于2022年1月1日时的人口数量为507人。